# Леонов, Николай Степанович
Никола́й Степа́нович Лео́нов 1-й (1824—1877) — русский генерал, участник Кавказских походов и русско-турецкой войны 1877—1878 годов.

## Биография
Старший брат Степана Степановича Леонова 2-го, родился на Дону в 1824 году в казачьей семье, воспитанник школы гвардейских подпрапорщиков и кавалерийских юнкеров. 
В 1842 году был произведён в корнеты и поступил в лейб-гвардии Гродненский гусарский полк. Командированный в 1845 году на Кавказ, Леонов принял участие в делах с горцами и был награждён золотой саблей с надписью «За храбрость»; в 1860 году был произведён в полковники. 
В 1863 году принял участие в усмирении польского мятежа и отличился в бою при Игнацове, за что был удостоен ордена св. Владимира 4-й степени. В 1865 г. Леонов был назначен командиром Переяславского драгунского полка; затем с 1870 года командовал лейб-гвардии Драгунским полком и в том же году был произведён в генерал-майоры. В феврале 1875 года был назначен командиром 2-й бригады 2-й гвардейской кавалерийской дивизии, с которой и выступил на театр войны с Турцией в 1877 году и находился в составе Рущукского отряда.
18 августа, когда турки открыли наступательные действия по всей линии Рущукского отряда, Леонов с одним пехотным полком 12 часов держался у дер. Карахасатия против втрое превосходящих сил неприятеля; деревня шесть раз переходила из рук в руки.
26 октября он прославился лихим налетом на город Враца и занятием его. Не раненый ни в одном деле, несмотря на свою выдающуюся храбрость, он скончался скоропостижно 21 ноября 1877 года.
В городе Враца есть бюст-памятник генерала Леонова. Каждый год в День освобождения Болгарии от османского ига признательная Болгария торжественно отмечает память героя и всех воином-освободителей, павших в Русско-турецкой войне (1877—1878).
Николай Степанович Леонов был похоронен в Киево-Печерской Лавре, на монастырском кладбище около церкви Рождества Богородицы у Дальних пещер, могила сохранилась.